# 郭琰
郭琰（？—537年），字神宝。北魏、西魏冯翊池阳人，后迁居京槃。
郭琰小时候丧父，事母以孝著称。魏孝武帝没有登基前，郭琰以通侠被知。魏孝武帝即位，封新丰县公，担任洛州刺史。孝武帝西入关中，郭琰改封冯翊郡公，授行台尚书、潼关大都督。西魏文帝大统年间，东魏高欢派大都督窦泰攻打恒农。郭琰为行台，兵少战败，投奔洛州（今陕西省商洛市）刺史泉企。泉企城守力穷，洛州城将陷，郭琰仰天大哭：“天乎！天乎！何由纵此长蛇，而不助顺也？”最后被东魏将军高敖曹所擒。他对高敖曹说：“天子之臣，乃为贼所执。”高敖曹敬重其名，把他送到并州。郭琰见高欢，言辞不屈，被杀。